# Neale Fenn
Pour les articles homonymes, voir Fenn.
Neale Fenn, né le 18 janvier 1977 à Londres dans le quartier d'Edmonton au Royaume-Uni, est un footballeur irlandais devenu entraineur.

## Carrière
Neale Fenn apprend le football au sein du club londonien de Tottenham Hotspur. Il y signe son premier contrat professionnel. Fenn fait ses grands débuts en Coupe de la Ligue contre Manchester United en 1997. Ses débuts en championnat ont lieu quelques semaines plus tard, lorsqu'il entre sur le terrain en tant que remplaçant contre Sheffield Wednesday. Il ne dispute que 11 matchs avec son club. Il est très régulièrement prêté dans différents clubs de deuxième et troisième division, mais sans jamais s'imposer véritablement.
En 2001, il signe au Peterborough United. Il y dispute une cinquantaine de matchs en deux saisons, et marque 14 buts.
La majeure partie de sa carrière a lieu en Irlande. Il signe en 2003 à Waterford United, où il ne reste qu'une saison, avant d'être recruté par le club de Cork City. Il y trouve un environnement à sa mesure et remporte le titre de champion d'Irlande en 2005. Il forme alors un duo d'attaque puissant avec Kevin Doyle, futur international irlandais.
Il marque ses premiers buts européens en 2004 lorsque Cork, qualifié pour la première fois au troisième tour de la Coupe Intertoto, défie le club français du FC Nantes. Il marque à la Beaujoire le seul but de son équipe. L'année suivante, il marque le but vainqueur lors du deuxième tour qualificatif de la Coupe de l'UEFA contre les Suédois de Djurgårdens IF.
En novembre 2006, au terme de son contrat avec Cork, il est la toute première recrue de Sean Connor, le tout nouveau manager du Bohemian Football Club. Sa première saison est toutefois un échec puisqu'il n'arrive pas à marquer un seul but. La venue de Pat Fenlon lui permet de retrouver son niveau. Il participe alors à la conquête du titre de champion d'Irlande avec les Dublinois.
En 2008, avec le Bohemian FC, il marque un but lors du premier tour de la Coupe Intertoto contre l'équipe galloise du Rhyl FC, avec pour résultat une large victoire (5-1). Deux années plus tard, il inscrit avec le Dundalk FC un but contre l'équipe luxembourgeoise du CS Grevenmacher, lors du premier tour de la Ligue Europa.
En juin 2017, quelques mois après avoir été nommé entraineur adjoint à Leyton Orient, Neale Fenn prend en main la formation irlandaise de deuxième division de Longford Town.

## Palmarès
- Championnat d'Irlande
  - Champion en 2008 et 2009 avec le Bohemian FC
  - Champion en 2005 avec le Cork City FC